# Campnosperma schatzii
Campnosperma schatzii är en sumakväxtart som beskrevs av A. Randrianasolo & James S. Miller. Campnosperma schatzii ingår i släktet Campnosperma och familjen sumakväxter. Inga underarter finns listade i Catalogue of Life.